# Partit Socialdemòcrata Estonià dels Treballadors
El Partit Socialdemòcrata Estonià dels Treballadors (estonià Eesti Sotsiaaldemokraatlik Tööliste Partei, ESTP) fou un partit polític d'Estònia fundat el 1907 pels menxevics estonians del Partit Socialdemòcrata Obrer Rus. Els seus caps eren August Rei, Mihkel Martna i Karl Ast. A diferència del sector bolxevic, van donar suport a la independència de la República d'Estònia i es presentaren a l'Assemblea Constituent Estoniana de 1919, on van obtenir 41 escons. D'aleshores ençà participaren activament en la política; fins i tot foren el partit més votat a les eleccions legislatives estonianes de 1925 i un dels seus caps, August Rei, fou president de la república. El 1925 se li va integrar el Partit Socialista Independent dels Treballadors (Eesti Sotsialistlik Tööliste Partei) i patí algunes escissions que marxaren al Partit Comunista d'Estònia. Quan la Unió Soviètica va envair Estònia fou prohibit, com la resta de partits estonians, i els seus dirigents enviats a camps de concentració a Sibèria.

## Resultats electorals
| Any  | Vots    | %     | Pos. | Escons   | +/– |
| ---- | ------- | ----- | ---- | -------- | --- |
| 1919 | 152.341 | 33,27 | 1r   | 41 / 120 | Nou |
| 1920 | 80.211  | 17,02 | 3r   | 18 / 100 | 23  |
| 1923 | 64.297  | 13,98 | 2n   | 15 / 100 | 3   |